# Nidhal Elachkar
Nidhal Elachkar (ur. 1941) – libańska aktorka teatralna i filmowa, zajmująca się również reżyserią teatralną. Nazywana „wielką damą libańskiego teatru”.

## Życiorys
Nidal Elachkar jest córką Asada al-Achkara, polityka Syryjskiej Socjalistycznej Partii Nacjonalistycznej. Studiowała w Royal Academy of Dramatic Arts w Londynie. W 1967 roku wyreżyserowała swoją pierwszą sztukę w Bejrucie, a pod koniec lat 60. XX wieku założyła pracownię teatralną w Bejrucie.
Po wojnie domowej w Libanie Nidhal Elachkar założyła w 1994 roku teatr Al Medina, odrestaurowując budynek, w którym mieściło się stare kino Saroulla.
Nidhal Elachkar otrzymała nagrodę za całokształt twórczości na Murex d'Or 2012. Wręczając nagrodę, libańska minister kultury Gabi Layyoun nazwała ją „prawdziwym wyrazem oświecenia i kultury” w Libanie.
W wywiadzie z 2019 roku ostrzegła, że nie można mieć teatru w świecie arabskim bez „prawdziwych, transformacyjnych rewolucji”, które umożliwiłyby wolność słowa i otwartość.

## Filmografia
- 1964: Lal aghnihat el moutakasra jako Salma Fares
- 1984: Nierozumiany jako Pani Jallouli
- 1991: Poza życiem jako matka Khaleda
- 1998: Plac Vendome jako Saliha